# Giuseppe Tonani
Giuseppe Tonani (Milánó, 1890. október 2. – Milánó, 1971. október 1.) olimpiai bajnok olasz súlyemelő, kötélhúzó.
Az első világháború utáni olimpián, az 1920. évi nyári olimpiai játékokon indult kötélhúzásban. Először a holland csapat ellen mérkőztek meg, és kaptak ki az aranyéremág elődöntőjében. Innen a bronzéremág elődöntőjébe kerültek, ahol az amerikai csapattól is kikaptak, így az ötödikek lettek. A verseny Bergvall-rendszer szerint zajlott. Rajtuk kívül még négy ország indult (amerikaiak, belgák, britek, hollandok).
Az 1924. évi nyári olimpiai játékokon is indult, ám ekkor már súlyemelésben. Nehézsúlyban olimpiai bajnok lett.
A következő, az 1928. évi nyári olimpiai játékokon nem tudta megvédeni a címét nehézsúlyú súlyemelésben, és csak 7. lett.